# Hybomys trivirgatus
Hybomys trivirgatus är en däggdjursart som först beskrevs av Coenraad Jacob Temminck 1853.  Hybomys trivirgatus ingår i släktet Hybomys och familjen råttdjur. IUCN kategoriserar arten globalt som livskraftig. Inga underarter finns listade i Catalogue of Life.

## Utseende
Arten når en kroppslängd (huvud och bål) av 11,3 till 14,1 cm, en svanslängd av 9,0 till 12,0 cm och en vikt av 45 till 71 g. Bakfötterna är 3,0 till 3,4 cm långa och öronen är 1,5 till 1,8 cm stora. Ovansidans päls har en spräcklig gulbrun till gråbrun grundfärg. En svart längsgående strimma sträcker sig längs ryggens topp. Bredvid denna strimma har flera exemplar en ljusare strimma per sida men den kan vara otydlig. Undersidans färg varierar mellan ljusgrå och ljusbrun. Den ganska långa svansen är mörkbrun till svarta med en lite ljusare undersida. Honor har två par spenar vid ljumsken.

## Utbredning
Arten förekommer med två från varandra skilda populationer i västra Afrika, den första från Sierra Leone till Ghana och den andra i sydvästra Nigeria. Gnagare lever främst i låglandet. Hybomys trivirgatus vistas i tropiska fuktiga skogar.

## Ekologi
Djuret kan vara dag- eller nattaktiv och det går främst på marken. Födan utgörs av myror, termiter, skalbaggar och andra insekter som kompletteras med några växtdelar. Troligen förekommer mindre flockar. Under regntiden hittades honor som var dräktiga med två eller tre ungar.